# ميكران (ميكران)
ميكران هو دُوَّار يقع بجماعة بونرار، إقليم تارودانت، جهة سوس ماسة في المملكة المغربية. ينتمي الدوّار لمشيخة ميكران التي تضم 46 دوار. يقدر عدد سكانه بـ 243 نسمة حسب الإحصاء الرسمي للسكان والسكنى لسنة 2004.

## روابط خارجية
- البوابة الوطنية للجماعات الترابية
- المندوبية السامية للتخطيط